# Annie Wersching
Anne Marie Wersching(St. Louis, 28 de março de 1977 – Los Angeles, 29 de janeiro de 2023), mais conhecida como Annie Wersching, foi uma atriz americana conhecida por seu papel como Renee Walker na série de televisão americana 24 bem como a captura de movimento e trabalho de voz para a personagem Tess no videogame da Naughty Dog, The Last of Us.

## Infância e educação
Wersching nasceu e foi criada em St. Louis, Missouri. Ela frequentou o ensino médio na Crossroads College Preparatory School no Centro-Oeste de St. Louis, graduando-se em 1995. Durante sua juventudo, ela competiu na dança irlandesa e pertenceu aos St. Louis Celtic Stepdancers. Ela é bacharel em Belas Artes em teatro musical pela Millikin University, graduando-se em 1999.

## Carreira
Começou sua carreira de atriz com uma aparição especial no programa Star Trek: Enterprise, e mudou para papéis como atriz convidada em programas como Charmed, Killer Instinct, Supernatural e Cold Case. De março a novembro de 2007, desempenhou o papel de Amelia Joffe na soap opera, General Hospital, da ABC Daytime. Também trabalhou em teatros como Victory Gardens, Marriott Theatre e Utah Shakespeare Festival.
Interpretou a agente especial do FBI Renee Walker na sétima e oitava temporada de 24.
Após seu período de duas temporadas em 24, Wersching estrelou vários programas, incluindo CSI, NCIS, Rizzoli & Isles, Hawaii Five-0, Body of Proof, Dallas, Revolution, Castle, Blue Bloods, The Vampire Diaries e Touch (que estrela com Kiefer Sutherland, co-estrela de 24). Em 2014, ela foi regular da série na primeira temporada do programa policial Bosch, da Amazon Prime.
Foi a apanhadora da National League, em 2009, no jogo All-Star Legends & Celebrity Softball.
Em dezembro de 2012, foi revelado que no exclusivo de PlayStation 3 The Last of Us, Wersching era o ator de voz e mo-cap do personagem Tess. Sua personagem foi provocada no Twitter de Geoff Keighley antes de ser finalmente revelada no trailer da história mostrada no Spike Video Game Awards em 7 de dezembro de 2012.
Em 2017, se juntou ao elenco da série original do Hulu, Marvel's Runaways, como Leslie Dean.

## Vida pessoal e morte
Se casou com o ator e comediante Stephen Full, em sua casa em Los Angeles, em setembro de 2009. Eles tiveram três filhos juntos.
Morreu em 29 de janeiro de 2023, em Los Angeles, aos 45 anos, devido a um câncer.

## Filmografia

### Filme
| Ano  | Título            | Função            | Notas                |
| ---- | ----------------- | ----------------- | -------------------- |
| 2003 | Bruce Almighty    | Mulher em festa   |                      |
| 2006 | The Showdown      | The batter's wife | curta-metragem       |
| 2010 | Below the Beltway | Darcy             |                      |
| 2012 | Blue-Eyed Butcher | Allie             | Filme para Televisão |
| 2013 | The Surrogate     | Allison Kelly     | Filme para Televisão |
| 2017 | The Other Mother  | Jackie McClain    | Filme para Televisão |

### Televisão
| Ano     | Título                         | Papel                  | Notas                                                                                            |
| ------- | ------------------------------ | ---------------------- | ------------------------------------------------------------------------------------------------ |
| 2002    | Star Trek: Enterprise          | Liana                  | Episódio: "Oasis"                                                                                |
| 2002    | Birds of Prey                  | Lynne Emerson          | Episódio: "Split"                                                                                |
| 2003    | Frasier                        | Esthetician            | Episódio: "Door Jam"                                                                             |
| 2003    | Angel                          | Margaret               | Episódio: "Shiny Happy People"                                                                   |
| 2004    | Charmed                        | Demonatrix Two         | Episódio: "A Wrong Day's Journey Into Right"                                                     |
| 2005    | Out of Practice                | Conner                 | Episódio: "Breaking Up Is Hard to Do. And Do. And...."                                           |
| 2005    | Killer Instinct                | Cecilia Johnson        | Episódio: "Forget Me Not"                                                                        |
| 2005    | E-Ring                         | Lieutenant             | Episódio: "Christmas Story"                                                                      |
| 2006    | Cold Case                      | Libby Bradley (1979)   | Episódio: "The Key"                                                                              |
| 2006    | Boston Legal                   | Ellen Tanner           | Episódio: "The Nutcrackers"                                                                      |
| 2007    | Company Man                    | Kate Fisher            | TV pilot                                                                                         |
| 2007    | Supernatural                   | Susan Thompson         | Episódio: "Playthings"                                                                           |
| 2007    | General Hospital               | Amelia Joffe           | Recorrente (80 episódios)                                                                        |
| 2007    | Journeyman                     | Diana Bloom            | Episódio: "Friendly Skies"                                                                       |
| 2009–10 | 24 Horas                       | Renee Walker           | Regular (37 episódios)                                                                           |
| 2010    | CSI: Crime Scene Investigation | Dr. Priscilla Prescott | Episódio: "House of Hoarders"                                                                    |
| 2010    | NCIS                           | Deputy DA Gail Walsh   | Episódio: "False Witness"                                                                        |
| 2011    | Partners                       | Jesse-Lynn Mancini     | Filme para Televisão                                                                             |
| 2011    | No Ordinary Family             | Michelle Cotton        | Episódio: "No Ordinary Friends"                                                                  |
| 2011    | Rizzoli & Isles                | Nicole Mateo           | Episódio: "Brown Eyed Girl"                                                                      |
| 2011    | Hawaii Five-0                  | Samantha Martell       | Episódio: "Ka Hakaka Maika'i"                                                                    |
| 2012    | Harry's Law                    | Patricia Stanhope      | Episódio: "Breaking Points"                                                                      |
| 2013    | Body of Proof                  | Yvonne Kurtz           | Episódios: "Abducted: Part I", "Abducted: Part II"                                               |
| 2013    | Dallas                         | Alison Jones           | Episódios: "False Confessions", "The Furious and the Fast", "Ewings Unite!", "Guilt & Innocence" |
| 2013    | Touch                          | Dr. Kate Gordon        | Episódio: "Clockwork"                                                                            |
| 2013    | Revolution                     | Emma                   | Episódios: "Home", "The Love Boat"                                                               |
| 2013–15 | Castle                         | Dr. Kelly Nieman       | Episódios: "Disciple", "Resurrection", "Reckoning"                                               |
| 2014    | Intelligence                   | Kate Anderson          | Episódio: "Mei Chen Returns"                                                                     |
| 2014–15 | Bosch                          | Julia Brasher          | Elenco principal (1ª Temporada); estrela convidada (temporadas 2, 7)                             |
| 2014    | Blue Bloods                    | Joyce Carpenter        | Episódio: "Insult to Injury"                                                                     |
| 2014    | Extant                         | Femi Dodd              | Recorrente                                                                                       |
| 2015–16 | The Vampire Diaries            | Lily Salvatore         | Recorrente                                                                                       |
| 2016    | Code Black                     | Katie Miller           | Episódio: "Hail Mary"                                                                            |
| 2016    | The Catch                      | Karen Singh            | Episódio: "The Ringer"                                                                           |
| 2016    | Major Crimes                   | Liz Soto               | Episódio: "Foreign Affairs"                                                                      |
| 2017–18 | Timeless                       | Emma Whitmore          | Recorrente                                                                                       |
| 2017    | Doubt                          | Bonnie Harris          | Episódio: "To See, to Tell"                                                                      |
| 2017–19 | Marvel's Runaways              | Leslie Dean            | Elenco principal                                                                                 |
| 2018    | Hell's Kitchen                 | Herself                | Episódio: "A Fond Farewell"                                                                      |
| 2019–21 | The Rookie                     | Rosalind Dyer          | Episódios: "The Dark Side", "Day of Death", "The Hunt", "Consequences"                           |
| 2022    | Star Trek: Picard              | Borg Queen             | Recorrente (2ª Temporada)                                                                        |

### Video games
| Ano  | Título         | Função | Notas                      |
| ---- | -------------- | ------ | -------------------------- |
| 2013 | The Last of Us | Tess   | Captura de voz e movimento |
| 2019 | Anthem         | Tassyn | Captura de voz e movimento |